# Взгляд с экрана
«Взгляд с экрана» або «Ален Делон» — п'ята пісня альбому «Разлука» групи «Наутилус Помпилиус». Написана В'ячеславом Бутусовим на слова Іллі Кормільцева.
Текст є вільним перекладом пісні «Robert De Niro's Waiting» групи «Bananarama», виконаної в лютому 1984 і довгий час займала 4 сходинку у UK Singles Chart. Пісня увійшла до студійного альбому «Князь тишины» (третя пісня) та концертних записів «Подъём» і «Ни Кому Ни Кабельность» (частина 1). Пісня стала однією з візитних карток групи «Наутилус Помпилиус». У 1988 році на цю композицію був представлений кліп, який представляв собою нарізку зі зйомок групи в студії і фрагментів з фільму Олексія Балабанова «Раньше было другое время».

Вперше композиція пролунала на квартирі у Віктора Комарова:
В кругу друзей Слава неожиданно заявил, что хочет подарить Илье на день рождения новую песню. До дня рождения оставалось ещё месяца три, но это были детали. Тогда впервые и выяснилось, что «Ален Делон не пьёт одеколон». Услышав песню в исполнении Бутусова, Кормильцев жутко взбодрился и выскочил на балкон, где у Пифы (Комарова) жил манекен по имени Фёдор… Недолго думая, Илья схватил Фёдора в охапку и сбросил с третьего этажа. Бродивший поблизости народ был ошарашен невиданным в здешних краях зрелищем. На их глазах из окна, прямиком в небо, вылетал почти натуральный человек. Тут же Пифа, Бутусов и Кормильцев с хохотом выскочили на улицу и с причитаниями «Осторожно, осторожно! Ногами за дверь не зацепись!» утащили Фёдора в подъезд.— Леонид Порохня
Під час запису акустичного альбому в 1996 році пісня «Взгляд с экрана» була представлена В'ячеславом Бутусовим як «одиозная песня о вреде питья парфюмерных изделий».

## Сенс пісні
Фокус был в том, что Илья написал «лёгкий» текстик про глупенькую девочку из многоэтажных кварталов, единственным утешением для которой посреди фантасмагории пролетарского бытия стала фотография на стене.Ален Делон, Ален Делон
Не пьет тройной одеколон…Именно «Тройной». И все-таки насторожился, услышав тяжелую, полную мрака и безысходности песню на свои, по замыслу издевательские стишки. Но […] спорить не стал, стерпел даже исчезновение целого слова «тройной», которое Слава петь отказался наотрез.— Леонід Порохня

## Кавер-версія
Кавер-версія пісні була виконана групою «Воплі Відоплясова» для триб'юту «Нау Бум» в 2009 році. Особливістю цієї кавер-версії є те, що вона була перекладена французькою мовою і виконана в нехарактерному для Наутилуса аранжуванні (зокрема, додано баян). Також кавер був випущений на альбомі «Ладо» групи.